# VarioCam
Il VarioCam è una tecnologia sviluppata da Porsche, per la regolazione della fasatura delle valvole.
Il VarioCam varia la fasatura delle valvole d'aspirazione regolando la tensione della catena che collega gli alberi alle camme d'aspirazione e scarico.
VarioCam è stato utilizzato per la prima volta nel 1992 su un motore da 3,0 L e le Porsche 968.

## VarioCam Plus
Questo è un sistema più recente, che utilizza due serie di lobi della camma per ogni valvola per variarne fasatura e alzata; per cambiare il profilo da utilizzare con la valvola si utilizza un attuatore idraulico. Questo sistema ha debuttato sulla 996 turbo.